# Laialepa laht
Laialepa laht, auch Laiapea laht, ist ein natürlicher See in der Landgemeinde Saaremaa im Kreis Saare auf der größten estnischen Insel Saaremaa. Der 64 Hektar große See liegt auf der Halbinsel Harilaid. Der nächste Ort Kõruse-Metsaküla ist 4,2 Kilometer entfernt. Der See ist nur durch eine 30 Meter breite Landbrücke von der Ostsee getrennt. Er ist mit maximal einem Meter Tiefe sehr seicht.